# Papilio diophantus
Papilio diophantus là một loài bướm thuộc họ Bướm phượng (Papilionidae). 
Loài Papilio diophantus được mô tả năm 1883 bởi Grose-Smith. Loài bướm Papilio diophantus sinh sống ở .

## Hình ảnh

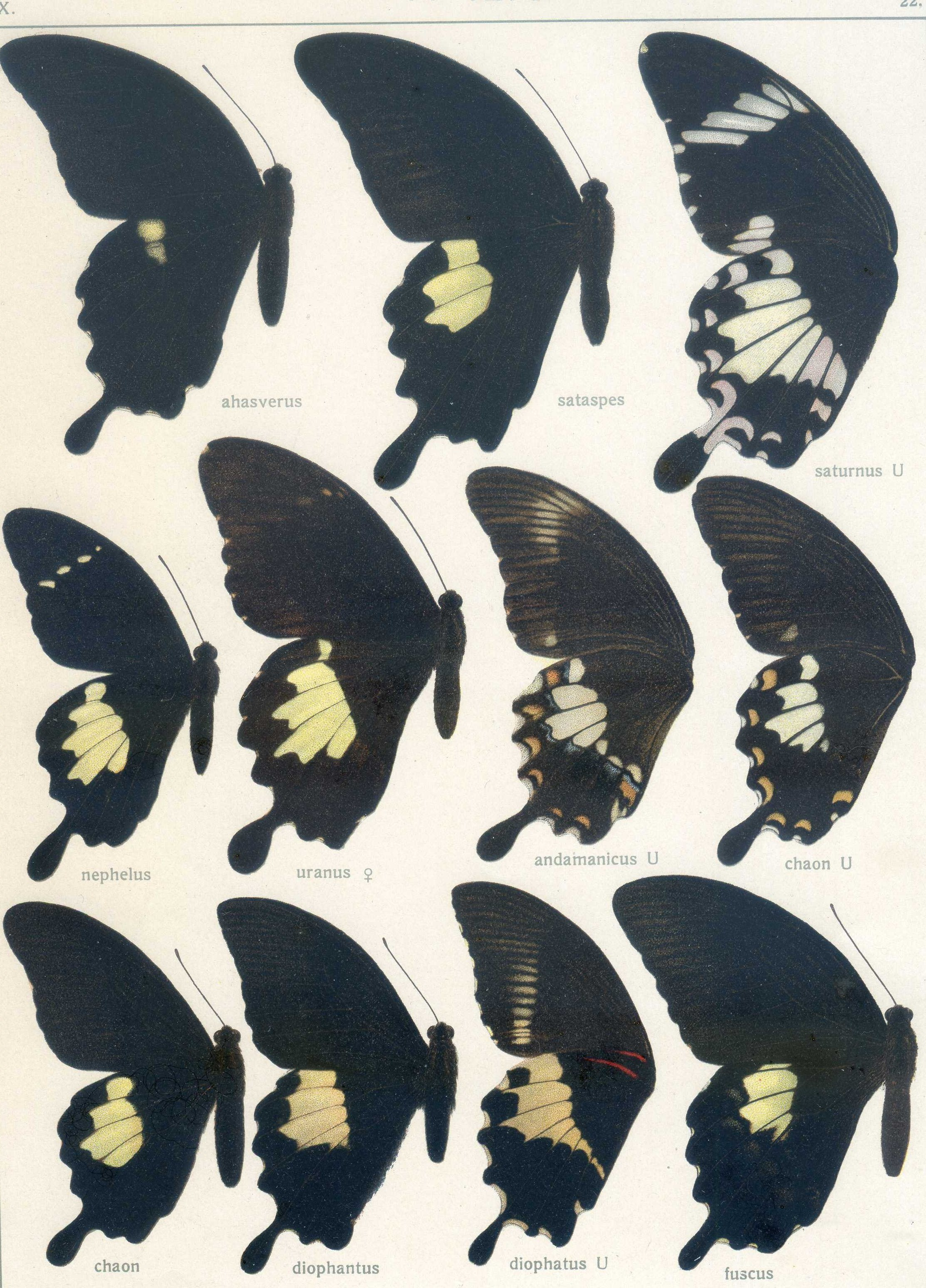
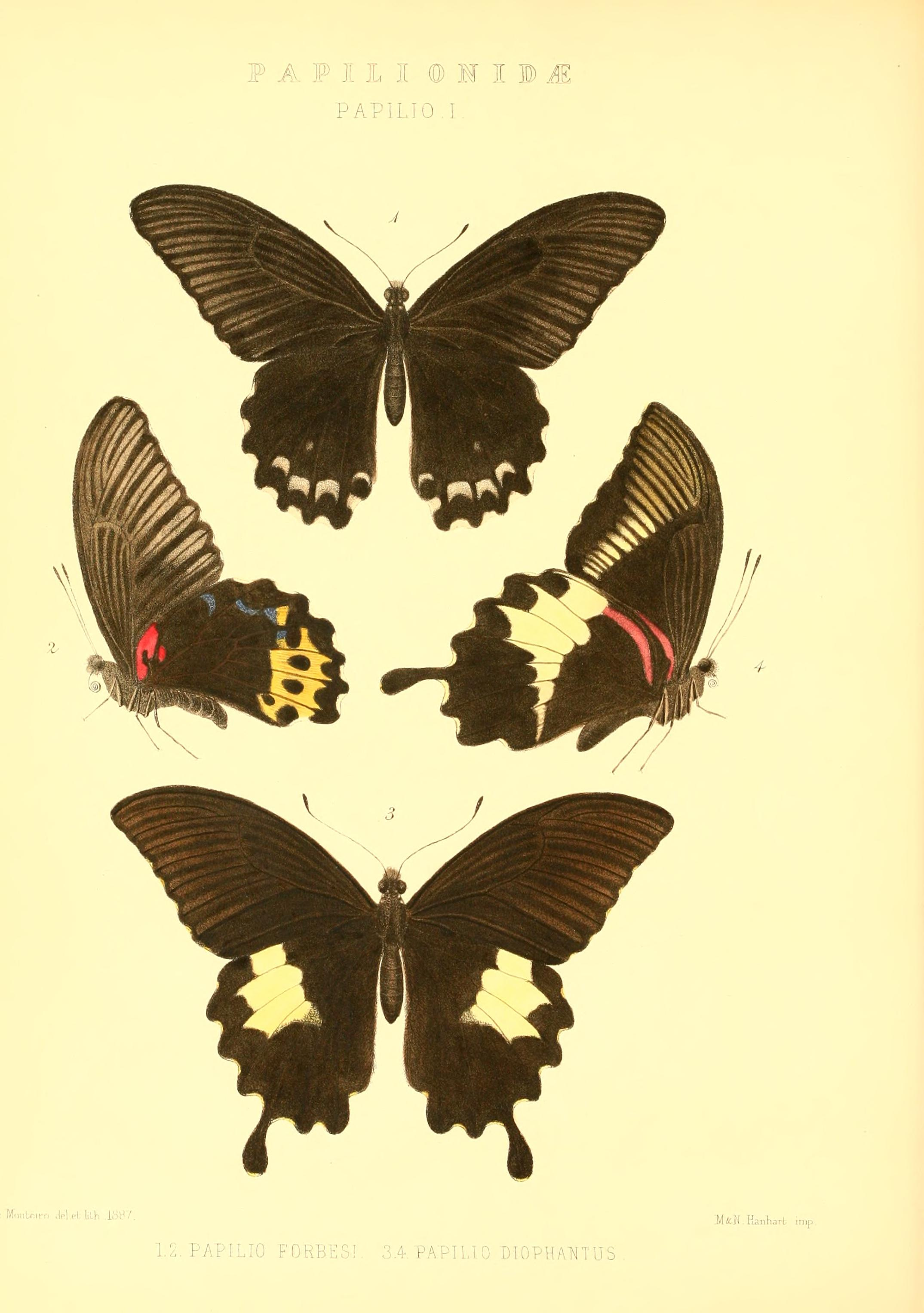